# العيد ربيقة
العيد لبيقة (ولد في 28 ديسمبر 1973 عين آزال) سياسي جزائري عين عضوا في حكومة بن عبد الرحمان بمنصب وزير المجاهدين وذوي الحقوق بتاريخ 7 جويلية 2021.